# Pau Echaniz Pal
Pau Echaniz Pal (n. 29 mai 2001, San Sebastián, Comunitatea Autonomă a Țării Basce, Spania) este un canoist ce a reprezentat Spania, medaliat olimpic. A participat la o ediție a Jocurilor Olimpice (2024) în care a câștigat două medalii de bronz.